# دنیس کریستوفر
دنیس کریستوفر (انگلیسی: Dennis Christopher؛ زادهٔ ۲ دسامبر ۱۹۵۵) یک هنرپیشه اهل ایالات متحده آمریکا است.
از فیلم‌ها یا برنامه‌های تلویزیونی که وی در آن نقش داشته است می‌توان به جنگوی آزادشده، جدا شدن، محو شدن به سمت سیاهی، این مهمونی منه و تارزان: ماجراهای حماسی اشاره کرد.